# 漁船
漁船是用於捕魚業的船隻。漁船種類繁多，用不同物料建造的，例如有鋼鉄、木和玻璃纖維。

## 以作業海域區分
- 遠洋漁業漁船：在遠離海岸的海洋作業漁船，船隻大多較大型，排水量至少百噸至千噸。
- 近海漁業漁船：在近岸或沿海岸線作業的漁船，多是比較小型的船隻，排水量通常僅數十噸。

## 圖片

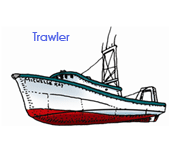
拖網漁船（trawler）
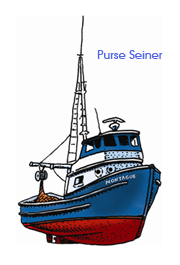
圍網漁船（seniner）
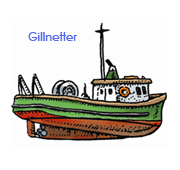
刺網漁船（gill netter）
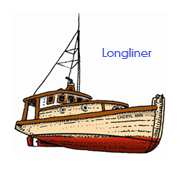
延繩釣漁船（longliner）
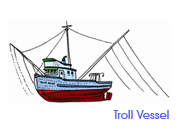
曳繩釣漁船（troll vessel）
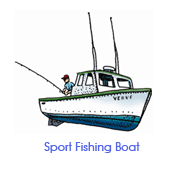
海釣船（Sport Fishing Boat）